# Eerste divisie (mannenhandbal) 1991/92
De eerste divisie is de op een na hoogste afdeling van het Nederlandse handbal bij de heren op landelijk niveau. In het seizoen 1991/1992 werden Swift en Delta Sport kampioen en promoveerden naar de eredivisie. V&K degradeerde naar de tweede divisie.
Swift Roermond trok in juni 1991 het team uit de competitie omdat de vereniging géén team op de been kon krijgen om op dit niveau te kunnen spelen.

## Opzet
- De kampioen promoveert rechtstreeks naar de eredivisie (mits er niet al een hogere ploeg van dezelfde vereniging in de eredivisie speelt).
- Door terugtrekking van enkele teams, werd de degradatieregeling veranderd. In de eerste divisie A degradeert de nummer 11, in de eerste divisie B speelt de nummer 9 promotie/degradatiewedstrijden.

## Eerste divisie A

### Teams
| Ploeg        | Plaats      | Provincie     |
| ------------ | ----------- | ------------- |
| AAC 1899     | Arnhem      | Gelderland    |
| Aalsmeer 2   | Aalsmeer    | Noord-Holland |
| BDC          | Soest       | Utrecht       |
| de Griffioen | Wolvega     | Friesland     |
| E&O 2        | Emmen       | Drenthe       |
| Jahn II      | Stadskanaal | Groningen     |
| Sparta '75   | Groningen   | Groningen     |
| Swift        | Arnhem      | Gelderland    |
| UDSV 2       | Zuilen      | Utrecht       |
| V&K          | Groningen   | Groningen     |
| Volendam     | Volendam    | Noord-Holland |

### Stand
| Pos | Club         | Wed | Ptn | Opmerking                         |
| --- | ------------ | --- | --- | --------------------------------- |
| 1   | Swift        | 20  | 39  | Promoveert naar de eredivisie     |
| 2   | AAC 1899     | 20  | 32  |                                   |
| 3   | E&O 2        | 20  | 30  |                                   |
| 4   | BDC          | 20  | 21  |                                   |
| 5   | Volendam     | 20  | 20  |                                   |
| 6   | Aalsmeer 2   | 20  | 20  |                                   |
| 7   | Sparta '75   | 20  | 17  |                                   |
| 8   | de Griffioen | 20  | 14  |                                   |
| 9   | Jahn II      | 20  | 12  |                                   |
| 10  | UDSV 2       | 20  | 11  |                                   |
| 11  | V&K          | 20  | 4   | Degradeert naar de Tweede divisie |

## Eerste divisie B

### Teams
| Ploeg        | Plaats      | Provincie     |
| ------------ | ----------- | ------------- |
| Aalsmeer 3   | Aalsmeer    | Noord-Holland |
| Delta Sport  | Zierikzee   | Zeeland       |
| Loreal       | Venlo       | Limburg       |
| NOAV         | Susteren    | Limburg       |
| Pius X       | Eindhoven   | Noord-Brabant |
| PSV          | Eindhoven   | Noord-Brabant |
| Quintus      | Kwintsheul  | Zuid-Holland  |
| Saturnus '72 | Ridderkerk  | Zuid-Holland  |
| UDSV         | Utrecht     | Utrecht       |
| WIK          | Vlaardingen | Zeeland       |

### Stand
| Pos | Club         | Wed | Ptn | Opmerking                             |
| --- | ------------ | --- | --- | ------------------------------------- |
| 1   | Delta Sport  | 18  | 27  | Promoveert naar de eredivisie         |
| 2   | Saturnus '72 | 18  | 26  |                                       |
| 3   | NOAV         | 18  | 20  |                                       |
| 4   | Aalsmeer 3   | 18  | 19  |                                       |
| 5   | Quintus      | 18  | 19  |                                       |
| 6   | Loreal       | 18  | 17  |                                       |
| 7   | UDSV         | 18  | 16  |                                       |
| 8   | Pius X       | 18  | 14  |                                       |
| 9   | WIK          | 18  | 13  |                                       |
| 10  | PSV          | 18  | 9   | Speelt promotie/degradatiewedstrijden |